# Leonardo Franco (músico)
Leonardo Franco Da Silva Zannier (Tambores, Paysandú, 7 de noviembre de 1942-Ciudad de Guatemala, 1 de diciembre de 2015), también conocido como Leoni, fue un músico, compositor y guitarrista uruguayo. Hermano mayor de Eduardo Franco y Raquel Franco. 
Fue fundador del grupo uruguayo Los Iracundos, junto a su hermano el compositor, vocalista y arreglista Eduardo Franco (1945 – 1989). El grupo se formó en 1958 en Paysandú, Uruguay, y contaba con seis miembros: Eduardo Franco, 'Franco' (vocalista, compositor, arreglista), su hermano Leonardo Franco, 'Leoni' (primera guitarra), Juan Carlos Velázquez, 'Juano' (batería), Juan Bosco Zabalo, 'Bosco' (segunda guitarra), Hugo María Burgueño, 'Burgués' (bajo eléctrico, compositor y coros) y Jesús María Febrero, 'Febro' (teclados y compositor). Inicialmente el grupo se llamó The Blue Kings y luego de su primer contrato internacional con la RCA Victor de Argentina en marzo de 1964 pasan a llamarse  Los Iracundos.  
El grupo con más de cincuenta años en al música, actualmente tiene un estilo de música romántica y pop latino, y es  famosa por canciones como "Puerto Montt", "Tú con él", "Apróntate para vivir"  y "Te lo pido de rodillas".
Leonardo Franco fue padre del músico y guitarrista Adán Franco, a cargo de la segunda guitarra al frente de la formación de Los Iracundos.
Falleció el 1 de diciembre de 2015 a los 73 años en Guatemala, donde el grupo se estaba preparando para un concierto como parte de su gira. Los integrantes del grupo comunicaron en conferencia de prensa que la gira prevista en el país continuaría con los tres conciertos que se tenían programados. El fallecimiento de Franco se dio en el Hospital Roosevelt de la capital guatemalteca.

## Discografía
- 1964: Stop
- 1965: Sin palabras
- 1965: Con palabras
- 1965: El sonido de Los Iracundos
- 1966: Primeros en América
- 1966: En Estereofonía
- 1967: Los Iracundos en Roma
- 1967: La música de Los Iracundos
- 1968: La juventud
- 1968: Felicidad, felicidad
- 1968: Los Iracundos
- 1969: La lluvia terminó
- 1969: Los Iracundos para niños
- 1969: Los Iracundos
- 1970: Impactos
- 1971: Agua con amor
- 1971: Instrumental
- 1972: Lo mejor de Los Iracundos
- 1973: Te lo pido de rodillas
- 1974: Tango joven
- 1974: Y te has quedado sola
- 1975: Los Iracundos
- 1976: Los Iracundos
- 1977: Gol! de Los Iracundos
- 1978: Pasión y vida
- 1979: Amor y fe
- 1980: Incomparables
- 1981: Fue tormenta de verano
- 1982: 40 grados
- 1983: Los Iracundos
- 1984: Tú con él
- 1986: Iracundos 86
- 1986: 20 Grandes 20
- 1987: La Historia de Los Iracundos

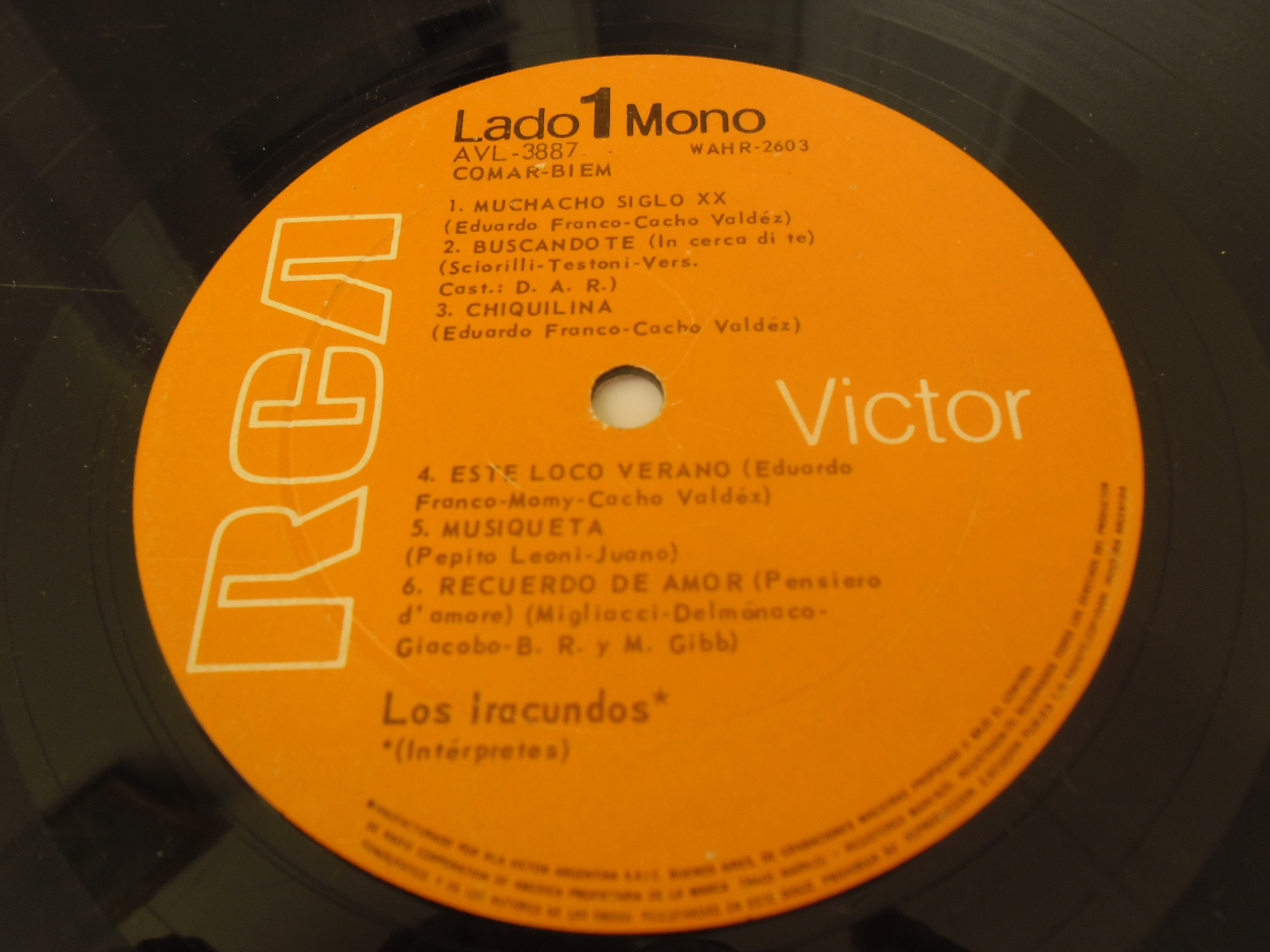
Álbum de Los Iracundos, esta placa contiene el éxito Chiquilina.

- 1987: Dime quien (bajo el título Eduardo Franco y sus Iracundos)
- 1990: Iracundos 90
- 1994: Con la misma Moneda
- 2012: 50 años

## Filmografía

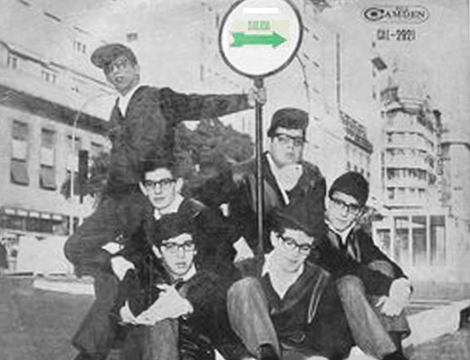
Los Iracundos en 1964.

- 1966: Una ventana al éxito dirigida por Enrique de Rosas.
- 1966: Ritmo, amor y juventud dirigida por Enrique de Rosas.
- 1966: El galleguito de la cara sucia dirigida por Enrique Cahen Salaberry.
- 1970: Este loco verano dirigida por Fernando Arce.
- 1971: Balada para un mochilero dirigida por Carlos Rinaldi.
- 1980: Locos por la música  dirigido por Enrique Dawi.